# Myrmorchilus
Genre
Myrmorchilus est un genre monotypique de passereaux de la famille des Thamnophilidés, originaires d'Amérique du Sud.

## Liste des espèces
Selon la classification de référence du Congrès ornithologique international (version 6.4, 2016) :
- Myrmorchilus strigilatus — Fourmilier à dos strié, Grisin à dos rayé, Grisin à moustaches (zu Wied-Neuwied, 1831)
  - Myrmorchilus strigilatus strigilatus (zu Wied-Neuwied, 1831)
  - Myrmorchilus strigilatus suspicax (Wetmore, 1922)